# 프랭크 휫슨

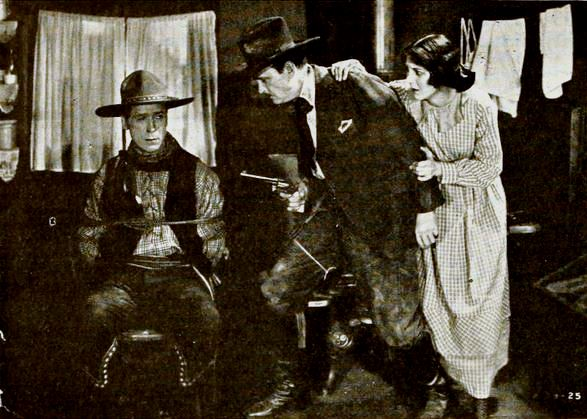

프랭크 휫슨(Frank Whitson, 1877년 3월 22일 ~ 1946년 3월 19일)은 미국의 배우이다.
뉴욕에서 태어났으며 로스앤젤레스에서 사망하였다.

## 영화
- 쇼 보트 (1936년)
- 지옥의 강에서 온 남자 (1922년)
- 타잔 - 엘모 린콘 편 3 (1921년)